# Dorothy Stone
Dorothy Stone (3 de junio de 1905 – 24 de septiembre de 1974) fue una actriz, bailarina y cantante de estadounidense. 

## Biografía
Nacida en Brooklyn, Nueva York, también fue conocida como Dorothy B. Stone y Dorothy Stone Collins. Sus padres eran Fred Stone, actor y propietario de la compañía teatral de su nombre, y Allene Crater. Sus hermanas fueron Paula Stone y Carol Stone. La familia vivía en un rancho en Lyme, Connecticut.
Se inició en el mundo del espectáculo a una temprana edad, en julio de 1921, en un show circense del Lights Club, una organización de Long Island. Su debut en el circuito de Broadway tuvo lugar en 1923 con la obra de Jerome Kern Stepping, en la cual actuaba su padre. La representación tuvo un gran éxito. Volvió a actuar con su padre en el Globe Theater de Manhattan en el musical Criss Cross, en octubre de 1926. A esa pieza siguió Three Cheers en 1928 (con Will Rogers, que sustituía a su padre, que había sufrido un accidente aéreo).
En agosto de 1929, cuando Ruby Keeler (esposa de Al Jolson) hubo de retirarse por enfermedad del reparto del espectáculo de Ziegfeld Show Girl, Dorothy Stone se encargó del papel. Volvió a actuar con su padre, ya recuperado de su accidente, y también con su madre y su hermana Paula (que debutaba en la escena), en "Ripples", un show estrenado en New Haven, Connecticut, en enero de 1930. El espectáculo llegó por vez primera a Nueva York en febrero, en el Teatro New Amsterdam.
Dorothy, Paula y su padre volvieron a actuar en Smiling Faces, obra producida por los propietarios del Shubert Theatre en 1932. Mack Gordon y Harry Revel escribieron la música y las letras. También asumió los papeles interpretados por Marilyn Miller en el musical de Irving Berlin As Thousands Cheer en 1934.
Con su marido, Charles Collins, Stone actuó en la comedia musical Sea Legs (1937), que tuvo malas críticas. Ella fue Essie en la versión representada en 1945 de You Can't Take It With You, en la cual su padre (con 70 años de edad) actuaba como Martin Vanderhof, y su marido como Boris Kolenkhov. También con su marido, y con Eddie Foy, Jr., trabajó en The Red Mill en 1945.
La primera actuación cinematográfica de Stone fue un corto titulado Shave It With Music (1932), en el que participaba su padre. Sin embargo, en su siguiente cinta, también un corto, Bob Hope hacía su primer papel protagonista: Paree, Paree (1934), con canciones de Cole Porter del musical Fifty Million Frenchmen.
Otras películas en las cuales trabajó fueronRevolt of the Zombies (1936), Radio Hook Up (1938), Latin Hi-Hattin (1938) y I’ll Be Seeing You (1944).
Dorothy Stone se casó en 1931 con su compañero de baile Charles Collins en Londres. La actriz falleció en su casa en Montecito, California, el 24 de septiembre de 1974, a los 69 años de edad.